# UFC Fight Night: Mousasi vs. Hall 2
UFC Fight Night: Mousasi vs. Hall 2 var en MMA-gala som arrangerades av Ultimate Fighting Championship och ägde rum 19 november 2016 i Belfast i Nordirland. 

## Resultat
1. ↑  Catchweight 172,8 lbs.[2]